# Konrad Handzlik
Konrad Handzlik (Wadowice, Polonia, 13 de febrero de 1998) es un futbolista polaco que juega de centrocampista en el Garbarnia Cracovia de la II Liga de Polonia. 

## Carrera
Konrad Handzlik inició su carrera deportiva en las categorías inferiores del Wisła Cracovia, siendo ascendido al primer equipo en 2015, debutando con el conjunto polaco el 6 de noviembre contra el Zagłębie Lubin. Su escasas oportunidades de jugar como titular en el equipo de Cracovia le obligó a marcharse al Legia de Varsovia en verano de 2016, después de hacerse público su fichaje con el equipo de la capital polaca en marzo de ese mismo año, entrando además en el trato el portero Radosław Cierzniak. Tras formar parte del Olimpia Grudziądz de la I Liga polaca, en la temporada 2020/21 se unió al Warta Poznań en su regreso a la máxima categoría tras 25 años de ausencia. No obstante, solo registró tres partidos con el club zieloni. En 2021 firmó con el GKS Jastrzębie y un año más tarde con el Garbarnia Cracovia, ambos clubes militantes de la II Liga.